# لورا مولينا (ممثلة)
لورا مولينا (بالإنجليزية: Laura Molina)‏ هي رسامة وفنانة ومغنية وممثلة أمريكية، ولدت في 15 ديسمبر 1957 في لوس أنجلوس في الولايات المتحدة.

## وصلات خارجية
- الموقع الرسمي
- لورا مولينا (ممثلة) على موقع IMDb (الإنجليزية)
- لورا مولينا (ممثلة) على موقع قاعدة بيانات الفيلم (الإنجليزية)